# Isacio Calleja
Isacio Calleja García (6. prosinec 1936, Valle de Cerrato – 4. února 2019) byl španělský fotbalista. Nastupoval především na postu obránce.
Se španělskou reprezentací vyhrál mistrovství Evropy roku 1964. V národním týmu působil v letech 1961–1972 a nastoupil ve 13 zápasech.
Celou prvoligovou kariéru (1958–1972) strávil v jediném klubu, Atlético Madrid. V sezóně 1961/62 s ním vyhrál Pohár vítězů pohárů. Dvakrát se s Atléticem stal mistrem Španělska (1965/66, 1969/70) a čtyřikrát získal španělský pohár (1959/60, 1960/61, 1964/65, 1971/72).